# Guy Mitchell (cestista)
Guy Melven Mitchell (Kinderpost, 3 gennaio 1923 – Denver, 26 giugno 1972) è stato un cestista statunitense, professionista nella NBL e nella NPBL.

## Carriera
Giocò una stagione nella NBL, disputando 57 partite con 3,0 punti di media.